# Mariya Stadnik
Mariya Stadnik –en ucraïnès, Марія Стадник, Mariya Stadnyk– (Lvov, 3 de juny de 1988) és una esportista azerbaiyana d'origen ucraïnès que competeix en lluita estil lliure. Va estar casada amb el lluitador ucraïnès Andri Stadnik.
Va participar en dos Jocs Olímpics d'Estiu, obtenint en total dues medalles, plata a Londres 2012 i bronze a Pequín 2008, ambdues en la categoria de 48 kg. En els Jocs Europeus de Bakú 2015 va obtenir la medalla d'or en la categoria de 48 kg.
Ha guanyat 4 medalles en el Campionat Mundial de Lluita entre els anys 2009 i 2015, i 5 medalles d'or en el Campionat Europeu de Lluita entre els anys 2008 i 2016.

## Palmarès internacional
| Jocs Olímpics     | Jocs Olímpics                         | Jocs Olímpics | Jocs Olímpics |
| Any               | Lloc                                  | Medalla       | Categoria     |
| ----------------- | ------------------------------------- | ------------- | ------------- |
| 2008              | Pequín ( Xina) R.P. de la Xina        | 3             | Lliure 48 kg  |
| 2012              | Londres ( Regne Unit) Regne Unit      | 2             | Lliure 48 kg  |
| 2016              | Rio de Janeiro ( Brasil) Brasil       | 2             | Lliure 48 kg  |
| Campionat Mundial |                                       |               |               |
| Any               | Lloc                                  | Medalla       | Categoria     |
| 2009              | Herning ( Dinamarca) Dinamarca        | 1             | Lliure 48 kg  |
| 2011              | Istanbul ( Turquia) Turquia           | 2             | Lliure 48 kg  |
| 2014              | Taskent ( Uzbekistan) Uzbekistan      | 3             | Lliure 48 kg  |
| 2015              | Las Vegas (Estats Units) Estats Units | 2             | Lliure 48 kg  |
| Jocs Europeus     |                                       |               |               |
| Any               | Lloc                                  | Medalla       | Categoria     |
| 2015              | Bakú ( Azerbaidjan) Azerbaidjan       | 1             | Lliure 48 kg  |
| Campionat Europeu |                                       |               |               |
| Any               | Lloc                                  | Medalla       | Categoria     |
| 2008              | Tampere ( Finlàndia) Finlàndia        | 1             | Lliure 48 kg  |
| 2009              | Vílnius ( Lituània) Lituània          | 1             | Lliure 48 kg  |
| 2011              | Dortmund ( Alemanya) Alemanya         | 1             | Lliure 48 kg  |
| 2014              | Vantaa ( Finlàndia) Finlàndia         | 1             | Lliure 48 kg  |
| 2016              | Riga ( Letònia) Letònia               | 1             | Lliure 48 kg  |